# Borut Klabjan
Borut Klabjan, slovenski zgodovinar * 18. oktober 1976, Trst.

## Življenje in delo
Dodiplomski študij zgodovine je končal leta 2001 na Univerzi v Trstu. Leta 2002 se je vpisal na podiplomski študij zgodovine na Filozofski fakulteti Univerze v Ljubljani, kjer je leta 2007 doktoriral z disertacijo Trst in Primorska med svetovnima vojnama v luči češkoslovaške diplomacije (pedagoški mentor Walter Lukan), ki je prejela nagrado Slovenskega raziskovalnega inštituta v Trstu. Leta 2003 se je zaposlil na Znanstveno-raziskovalnem centru v Kopru (raziskovalni mentor Jože Pirjevec), kjer po prejetem doktoratu nadaljuje z delom na različnih projektih.
Izsledke doktorskih in drugih raziskav je objavil v monografiji Češkoslovaška na Jadranu. Trst in Primorska ter njihove povezave s Češko in Slovaško od začetka 20. stoletja do druge svetovne vojne (Koper: Annales 2007). Pred tem je kot sourednik izdal dva večjezična zbornika, ki sta rezultat prav toliko mednarodnih znanstvenih sestankov, ki jih je Inštitut za zgodovinske študije ZRS organiziral v Kopru v letih 2004 in 2005: Vojna in mir na Primorskem (Koper: Annales 2005) in Osimska meja (Koper: Annales 2006). Leta 2007 se je zaposlil na Oddelku za zgodovino Fakultete za humanistične študije Univerze na Primorskem. V naslednjih letih je poučeval več predmetov prve, druge in tretje stopnje ter bil mentor in somentor diplomskim, magistrskim in doktorskim delom. Sodeloval je tudi pri vodenju oddelčnih, fakultetnih in univerzitetnih poslov, saj je od 2008 do 2010 vodil Fakultetno poletno šolo Meta humanistika, od leta 2010 do 2012 je bil prodekan za študentske zadeve in član Senata Univerze na Primorskem, od leta 2013 do 2015 pa prodekan za mednarodno sodelovanje in razvoj. Kot namestnik predstojnika oddelka za zgodovino UP FHŠ je od leta 2013 dalje spremljal in sooblikoval pripravo študijskih programov na prvi, drugi in tretji stopnji programa Zgodovina Evrope in Sredozemlja ter sodeloval pri njihovi akreditaciji.
V sklopu dela na Inštitutu za zgodovinske študije Znanstveno-raziskovalnega središča Koper je sodeloval pri prijavah na mnoge nacionalne in mednarodne projekte, trenutno pa je vodja enega temeljnega nacionalnega raziskovalnega projekta (ARRS) in je član programske skupine Sredozemlje in Slovenija, ki jo vodi prof. dr. Jože Pirjevec.
Že v času doktorskega študija je prejel več štipendij za študijsko in raziskovalno delo, po doktoratu pa je prejel Humboldtovo štipendijo, leta 2014 je bil gostujoči raziskovalec na Inštitutu za srednjo in jugovzhodno Evropo v Regensburgu, leta 2016 pa je pridobil projekt v sklopu Marie Skłodowska-Curie sheme, ki ga izvaja na European University Institute v Firencah.
Njegovo raziskovanje se osredotoča predvsem na politično, diplomatsko in kulturno zgodovino Srednje in Vzhodne Evrope v 19. in 20. stoletju (predvsem področje Severnega Jadrana, zgodovina Trsta, Slovensko-Italijanskih odnosih in Čehoslovakiji).

## Izbrana bibliografija
KLABJAN, Borut (avtor, prevajalec), DAROVEC, Darko (odgovorni urednik), ROŽAC-DAROVEC, Vida (urednik), BEGUŠ, Ana (urednik,prevajalec), TOMINC, Ana (urednik). Češkoslovaška na Jadranu : Čehi in Slovaki ter njihove povezave s Trstom in Primorsko od začetka 20. stoletja do druge svetovne vojne. Koper: Univerza na Primorskem, Znanstveno-raziskovalno središče: Zgodovinsko društvo za južno Primorsko, Založba Annales, 2007. (COBISS)
KLABJAN, Borut. Trst in Primorska med svetovnima vojnama v luči češkoslovaške politike : doktorska disertacija. Ljubljana: [B. Klabjan], 2006. (COBISS)
KLABJAN, Borut. Erecting fascism : nation, identity, and space in Trieste in the first half of the twentieth century. Nationalities papers : the journal of nationalism and ethnicity. 2018. (COBISS)
KLABJAN, Borut. "Partizanska pokrajina" : partizanski spomeniki in komemoriranje partizanov na Tržaškem. Acta Histriae. [Tiskana izd.]. 2012. (COBISS)